# 帝釈山
帝釈山（たいしゃくさん）は、福島県南会津郡南会津町、檜枝岐村、栃木県日光市の境界にある標高2060 mの山。日本二百名山のひとつ。二等三角点設置。

## 概要
日本の中央分水嶺である帝釈山脈の中央に位置し、かつては、奥深い山で幻の名山といわれた。現在は檜枝岐村から馬坂峠登山口までの林道が開設され、登山口から約1時間で登れる山になった。
山頂からは、東に那須岳、南に女峰山、男体山、日光白根山、西に至仏山、燧ヶ岳、北西に会津駒ヶ岳が見渡せる。
6月中旬から7月上旬にかけて、馬坂峠登山口や山頂から田代山への稜線の針葉樹林下には、オサバグサの群生が見られる。
2007年（平成19年）8月30日に尾瀬国立公園の一部として、会津駒ヶ岳、田代山とともに新たに国立公園に指定されている。

## アプローチ
檜枝岐村側
村内の国道352号分岐から檜枝岐村道、国有林林道を約14.5 km。自動車で約40分で馬坂峠登山口駐車場。馬坂峠登山口から約0.9 km。約50分。
南会津町側
国道352号松戸原交差点から県道350号で、湯ノ花温泉を経由して猿倉登山口駐車場。猿倉登山口から田代山湿原と、田代山と帝釈山の稜線を経由して約4.5 km。約3時間10分。

## 参考画像

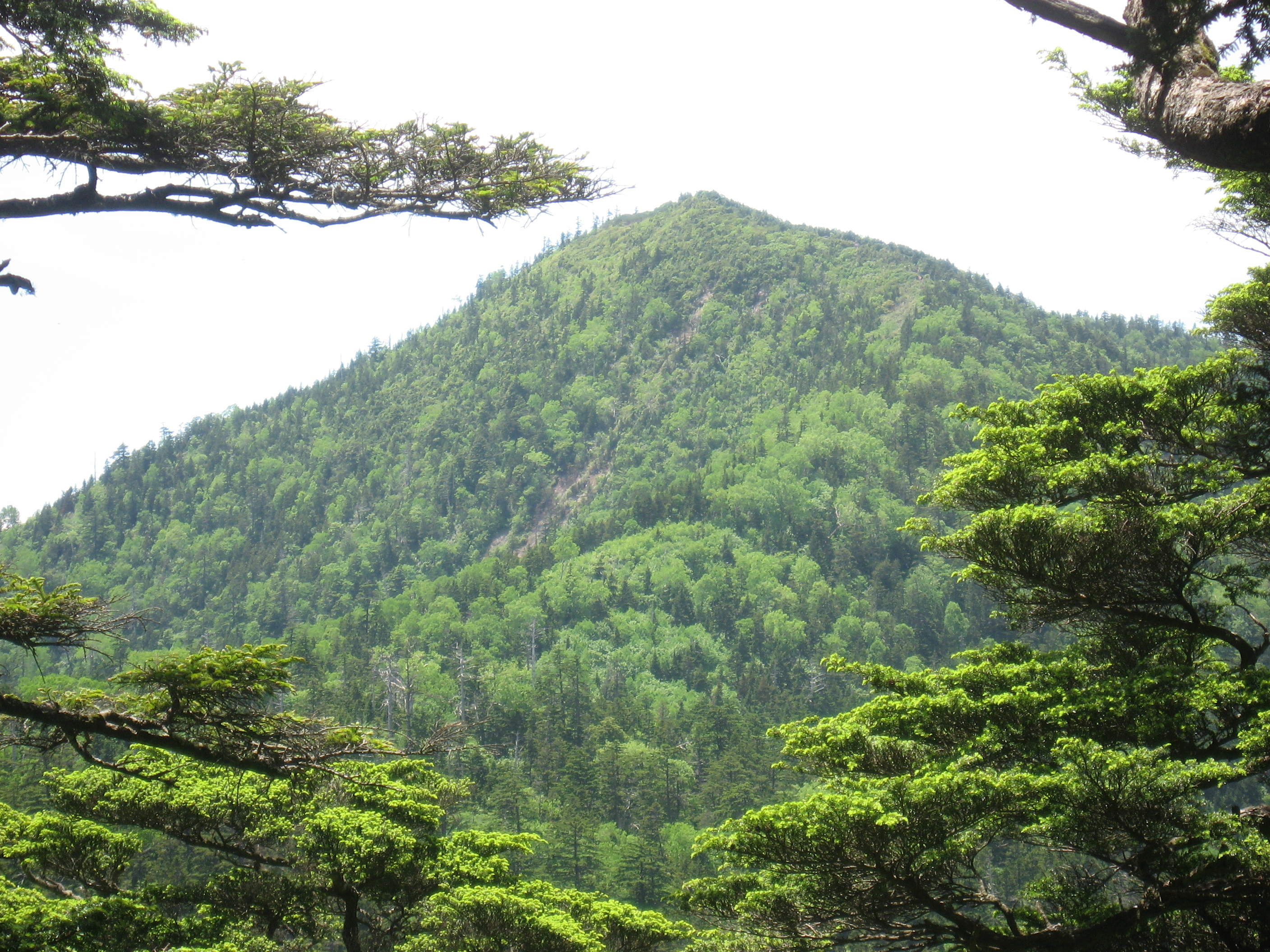
田代山から帝釈山への稜線から
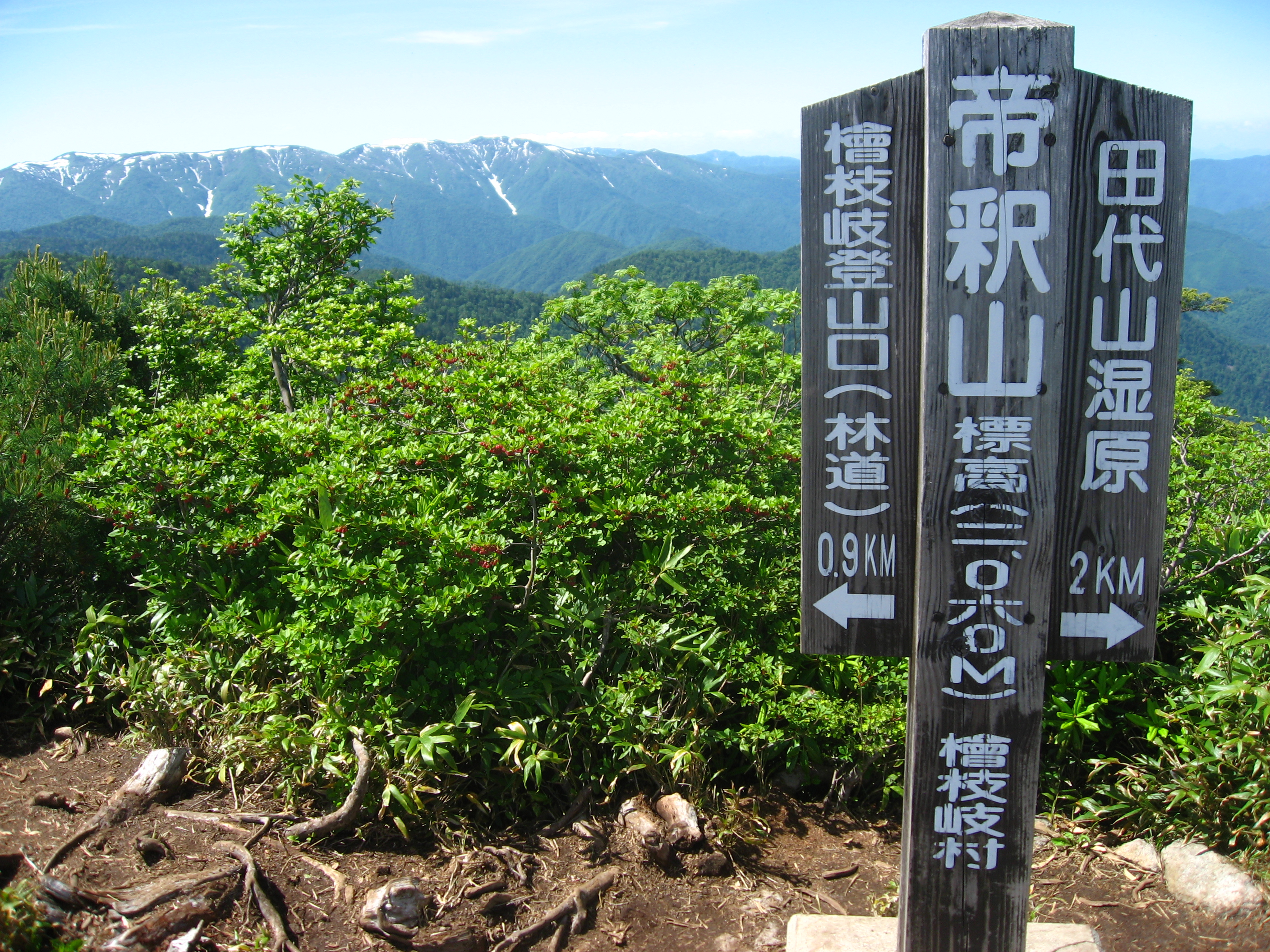
山頂から会津駒ヶ岳（左端）方面
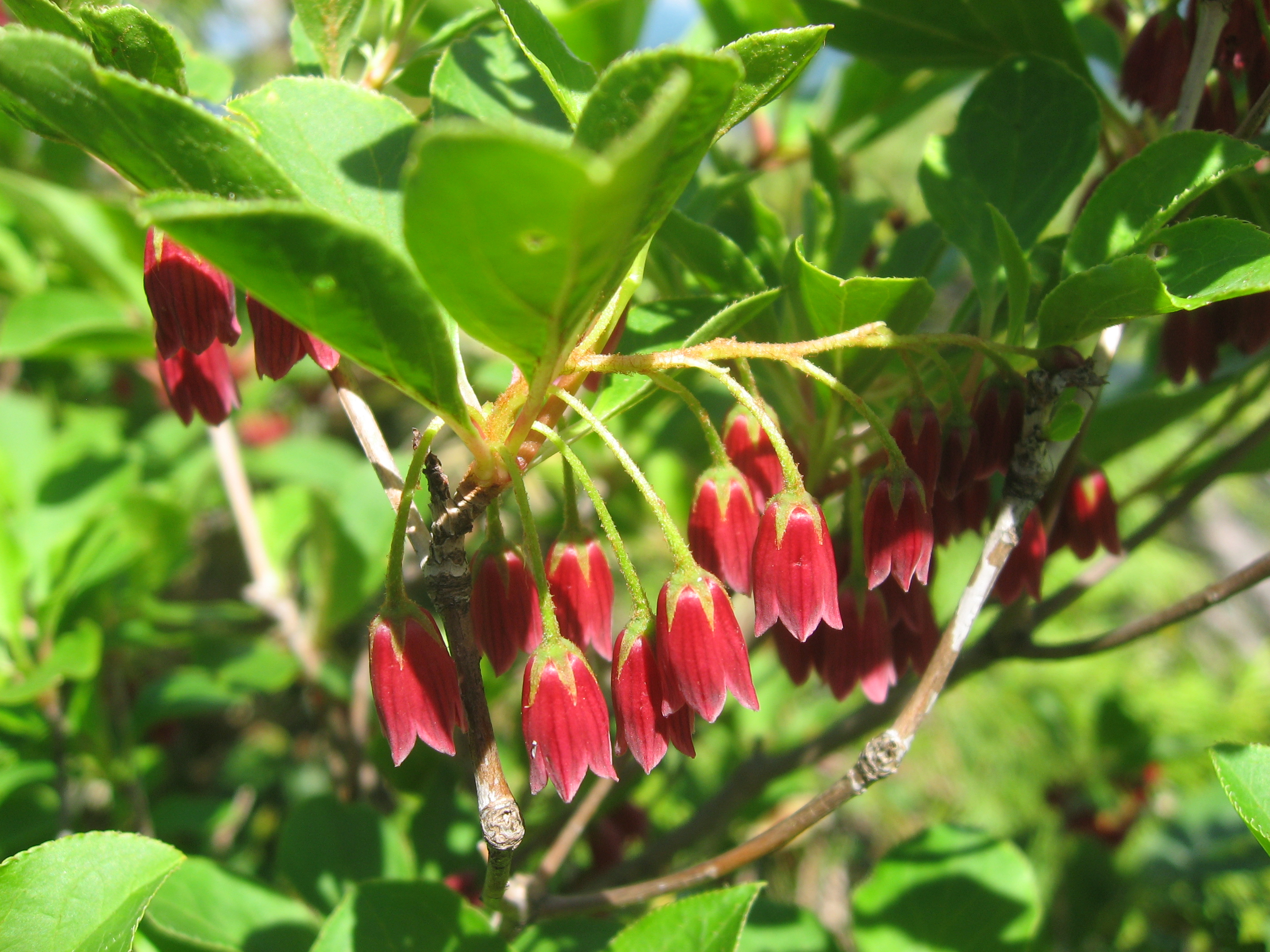
山頂のベニサラサドウダン